# Stauwehr Oberföhring

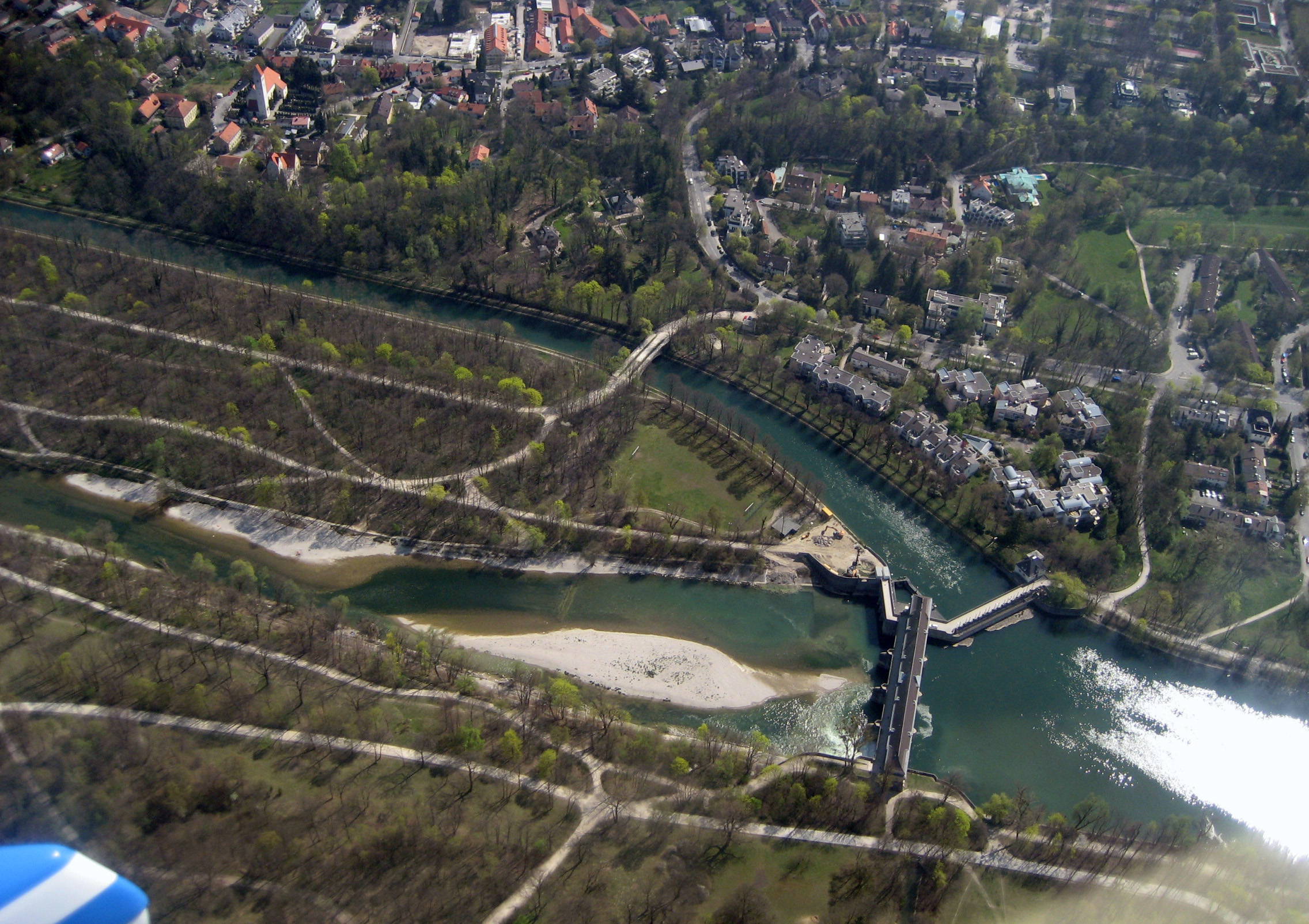
A híd légifotója

A Stauwehr Oberföhring egy gyalogos híd Münchenben az Isar folyó felett. Az 1924-ben megnyitott híd 78,4 méter hosszú.